# RMS Queen Elizabeth
Pour les articles homonymes, voir Queen Elizabeth.
Le RMS Queen Elizabeth, sister-ship amélioré du Queen Mary, est un paquebot transatlantique britannique qui a navigué pour la compagnie Cunard Line. Durant la Seconde Guerre mondiale, les deux navires sont utilisés comme transports de troupes entre les États-Unis et le Royaume-Uni. Suivant le principe du Queen Mary, il est baptisé en l'honneur de la reine consort Elizabeth Bowes-Lyon épouse du roi George VI et mère de la reine Élisabeth II (1926-2022).
Mis à la retraite en 1968, un incendie se déclare à son bord le 9 janvier 1972 dans la baie de Hong Kong. Le bateau est alors abandonné puis démantelé.
Le nouveau paquebot de la Cunard Line, devant épauler le Queen Mary 2 sur la ligne Southampton—Cherbourg—New York depuis 2010, porte de nouveau le nom de Queen Elizabeth.

## Conception et construction

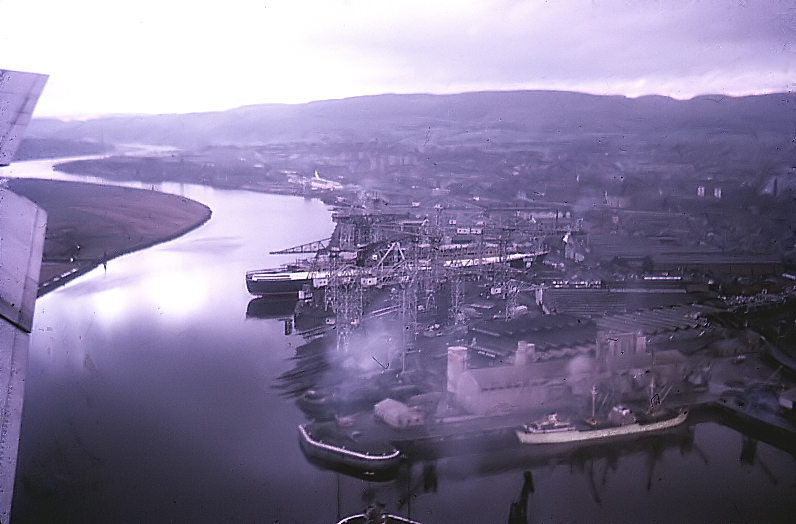
RMS Queen Elizabeth 2 en construction dans les chantiers navals à Clydebank en Ecosse.

Le jour où le RMS Queen Mary effectue son voyage inaugural, le président de la Cunard, Sir Percy Bates, informe les concepteurs qu'il est temps de commencer à concevoir le deuxième navire prévu (connu sous le nom de coque 552). Le contrat officiel entre la Cunard et les financiers du gouvernement est signé le 6 octobre 1936.
Le nouveau navire est une version améliorée du Queen Mary avec beaucoup de changements, y compris une réduction du nombre de chaudières à douze au lieu des vingt-quatre. Les deux cheminées ont été calées à l'intérieur pour donner un aspect plus propre tandis que le pont surélevé en avant a été omis, une forme de coque plus fine a été réalisée.
Le Queen Elizabeth est construit dans la cale n° 4 des chantiers John Brown & Company à Clydebank, en Écosse. Au cours de sa construction, le navire est communément connu sous son numéro de chantier naval, 552. Les intérieurs sont conçus par une équipe d'artistes dirigés par l'architecte George Grey Wornum. La reine elle-même préside la cérémonie de lancement, le 27 septembre 1938. La visite royale annoncée pour le 23 août 1939 et le voyage inaugural prévu le 24 avril 1940 sont finalement reportés.
Le Queen Elizabeth attend à côté du quai d'aménagement au chantier naval jusqu'au 2 novembre 1939, lorsque le ministère de la marine marchande délivre son certificat de  navigabilité. Le 29 décembre, ses moteurs sont testés pour la première fois. Deux mois plus tard, la Cunard reçoit une lettre de Winston Churchill, alors Premier Lord de l'Amirauté, qui ordonne au navire de quitter Clydeside dès que possible et à la Cunard « de garder le navire aussi loin que possible des îles Britanniques et aussi longtemps que l'ordonnance sera en vigueur ».
Le navire entre en service en février 1940 et servira comme transport de troupes pendant la Seconde Guerre mondiale.

## Dernières années
En 1968, le Queen Elizabeth est vendu à un groupe d'hommes d'affaires américains d'une société appelée The Queen Corporation (qui est détenue à 85 % par la Cunard et 15 % par eux-mêmes). La nouvelle société vise à exploiter le navire comme un hôtel et une attraction touristique à Port Everglades, en Floride, similaire à l'utilisation du Queen Mary à Long Beach, en Californie. L'Elizabeth, comme il a été appelé, est ouvert aux touristes avant le Queen Mary (qui ouvre en 1971), mais son exploitation ne dure pas. Le climat de la Floride du sud,  est, en effet, beaucoup plus difficile pour le Queen Elizabeth que le climat du sud de la Californie pour le Queen Mary. Un incendie se déclare et la société, perdant de l'argent, décide de fermer l'établissement. Le navire est vendu aux enchères en 1970 à l'homme d'affaires Tung Chao Yung.
Tung, directeur de la Orient Overseas Container Line, souhaite convertir le navire en une université pour le programme mondial Campus Afloat (plus tard réformé et rebaptisé Semester at Sea). Suivant la tradition de l'Orient Overseas, le navire est rebaptisé Seawise University.
La conversion du navire coûte plus de 5 millions de £, mais le navire prend feu le 9 janvier 1972. Une rumeur prétend que les incendies ont été allumés délibérément, d'autres que plusieurs incendies ont éclaté simultanément dans tout le navire. Le fait que C.Y. Tung ait acquis le navire pour 3,5 millions $, et l'ait assuré pour 8 millions $, conduit certains à suspecter une fraude à l'assurance. D'autres prétendent que les incendies sont le résultat d'un conflit entre Tung, un nationaliste chinois, et les syndicats de la construction du navire dominés par les communistes.

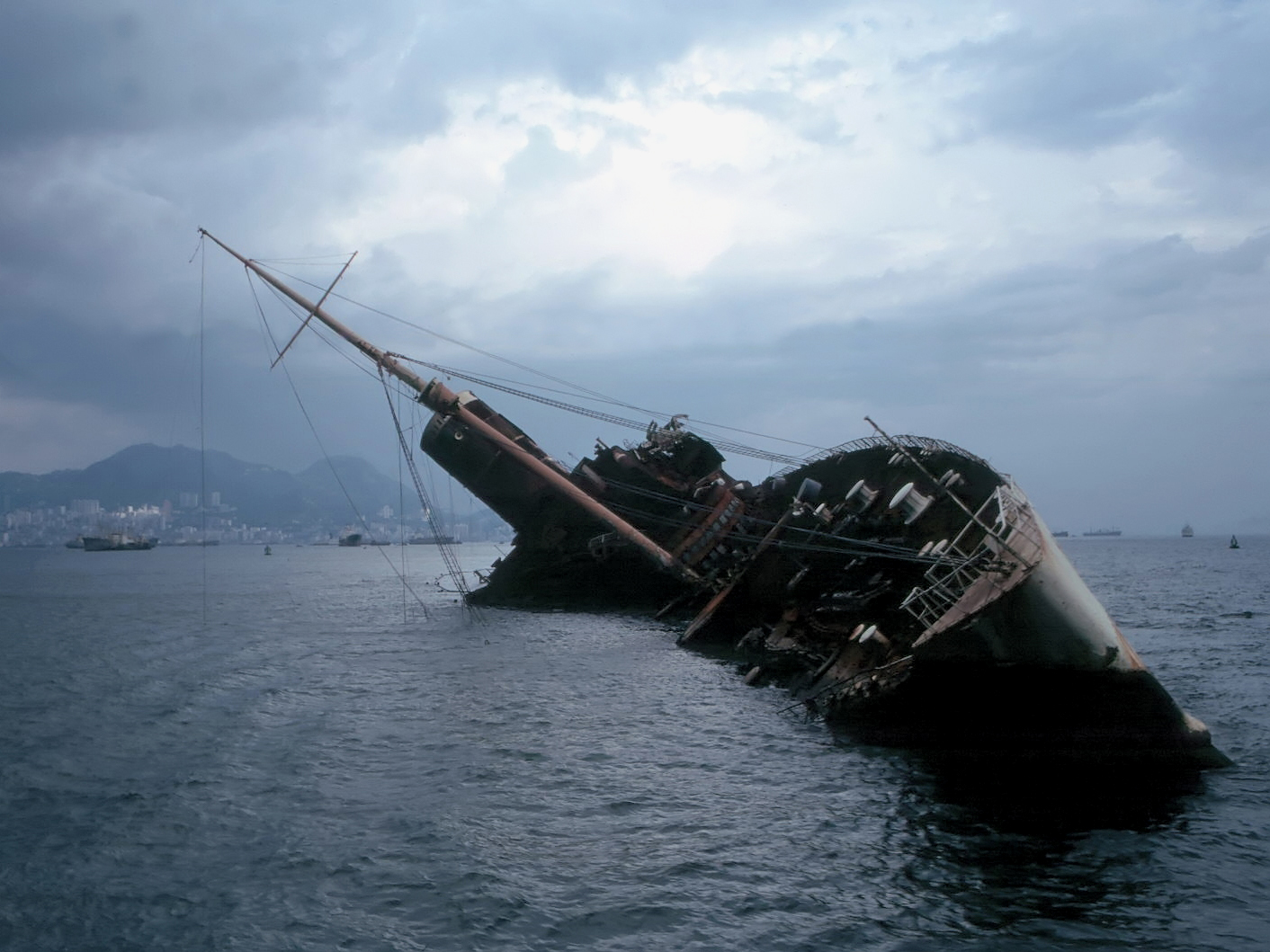
Épave du Queen Elizabeth.

Le navire est complètement détruit par le feu, et l'eau projetée sur le Q.E par les bateaux-pompes le fait chavirer et couler dans le port Victoria de Hong Kong. Le navire est finalement déclaré comme un danger pour la navigation : il est démantelé entre 1974 et 1975. Les parties de la coque qui n'ont pas pu être récupérées sont laissées au fond de la baie. La quille et les chaudières sont restées au fond du port et la zone a été marquée comme "Sale" sur les cartes maritimes locales, avertissant les bateaux naviguant de ne pas essayer d'y ancrer. Il est estimé que près de 40 à 50 % de l'épave reposent toujours sur le fond marin. Dans les années 1990, les restes de l'épave sont enterrés lors de la récupération des terres pour la construction du terminal à conteneurs.
Après l'incendie, Tung place une des ancres et les lettres métalliques « Q » et « E » sur l'arc placé en face d'un l'immeuble de bureaux à Del Fashion Center Amo, à Torrance, en Californie. Deux plaques de laiton du système d'alarmes à incendie du navire sont récupérées par une drague : elles sont maintenant exposées au Aberdeen Boat Club de Hong Kong. Les restes calcinés de sa dernière enseigne sont coupés du mât de drapeau et encadrés en 1972 : ils ornent encore le mur du QG de la police maritime de Hong Kong. Parker Pen Company produit une édition spéciale de 5 000 stylos fabriqués à partir de matériaux récupérés de l'épave.
À la suite de la disparition du Queen Elizabeth, le plus grand navire à passagers en service actif est devenu le paquebot français France. Cependant, le navire avait un tonnage inférieur à celui du Queen Elizabeth.

## Caractéristiques techniques
Originellement, le Queen Elizabeth aurait dû faire, tout comme le Queen Mary, 310 mètres. L'allongement de quatre mètres dû à la modification des formes avant fut décidé à la suite de 8 000 essais effectués sur maquette dans un bassin. 
La propulsion est assurée par quatre hélices de 32 tonnes chacune entraînée par un groupe de quatre turbines à vapeur attaquant par des  réducteurs à engrenages une roue dentée de quatre mètres de diamètre et pesant 80 tonnes. La vapeur nécessaire aux 16 turbines est fournie par 12 chaudières à tubes d'eau, chauffée au mazout et à tirage forcé ; 1 200 m de canalisations amenaient le combustible au foyer. La vapeur, quant à elle, est distribuée à travers 900 m de tuyauterie.
L'électricité du bâtiment est produite par un ensemble de groupes électrogènes capable d'alimenter une ville de 200 000 habitants.
L'équipage est composé de 1 200 hommes.

## Galerie

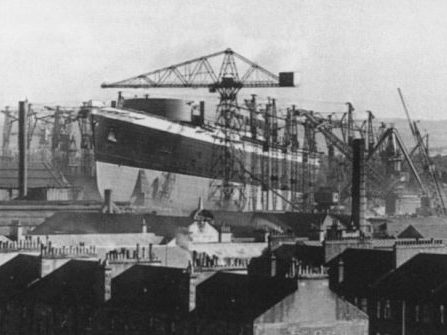
La construction du Queen Elizabeth.
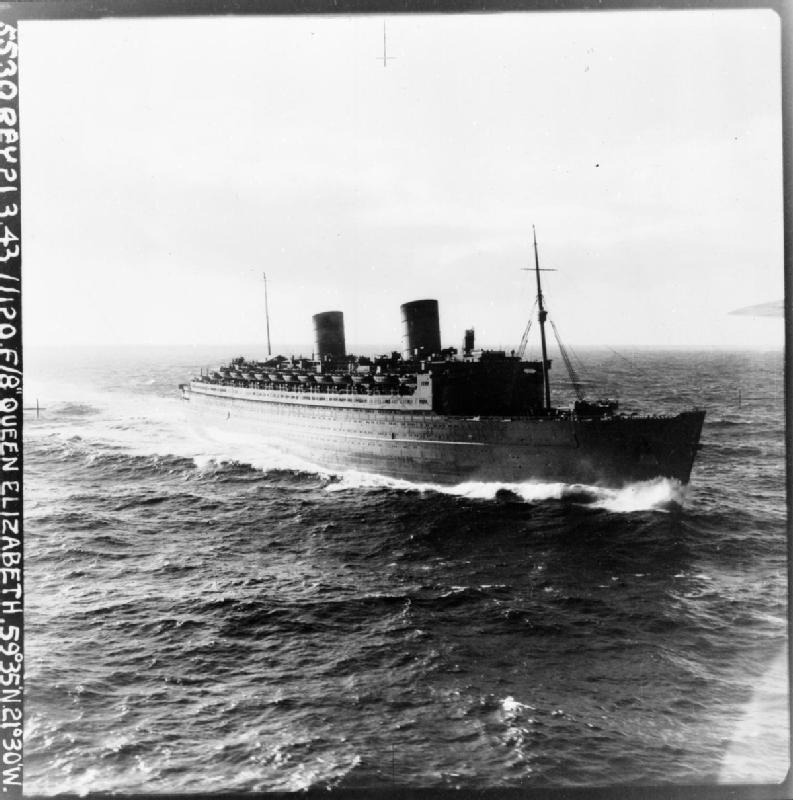
Le Queen Elizabeth en transport de troupe.
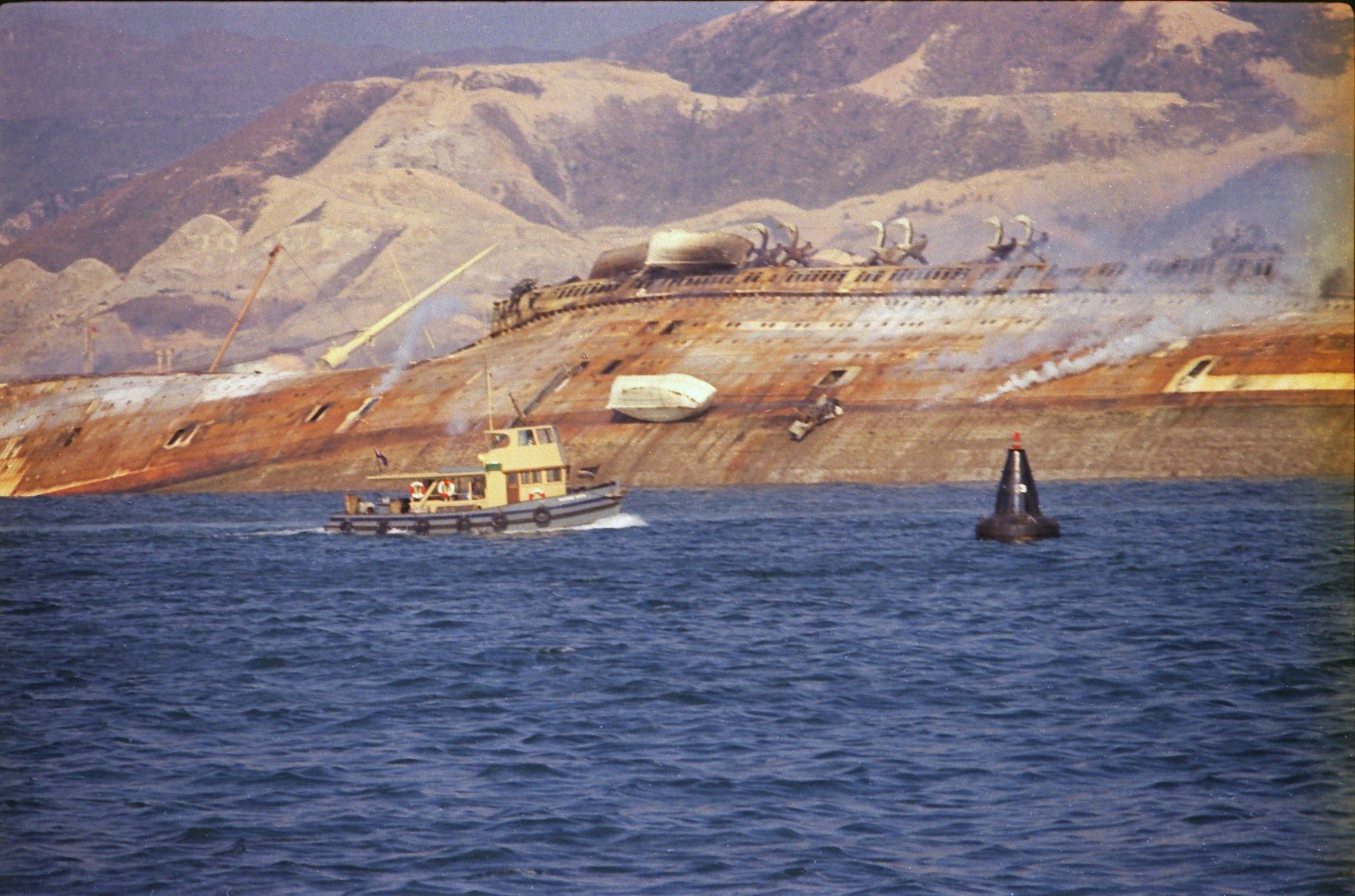
L'épave du Seawise University (ex-Queen Elizabeth) à Hong-Kong.

## Au cinéma
Dans le film L'Homme au pistolet d'or (Guy Hamilton, 1974) de la série James Bond, le QG temporaire du MI6 à Hong Kong se trouve dans l'épave inclinée du paquebot partiellement coulé. Les planchers, penchés, sont (dans le film) modifiés pour permettre la station debout sans peine. 007 y retrouve son chef M, son assistante Miss Moneypenny ainsi que Q et le lieutenant Hip.